# Elphidiella
Elphidiella es un género de foraminífero bentónico de la subfamilia Elphidiinae, de la familia Elphidiidae, de la superfamilia Rotalioidea, del suborden Rotaliina y del orden Rotaliida. Su especie tipo es Polystomella arctica. Su rango cronoestratigráfico abarca desde el Paleoceno hasta la Actualidad.

## Clasificación
Se han descrito numerosas especies de Elphidiella. Entre las especies más interesantes o más conocidas destacan:
- Elphidiella arctica

Un listado completo de las especies descritas en el género Elphidiella puede verse en el siguiente anexo.